# مدلاین پلاس
مدلاین پلاس (به انگلیسی: MedlinePlus) یک وب‌گاه آزاد است که برای بیماران، خانواده‌ها و ارائه‌دهندگان خدمات اطلاعات پزشکی و اطلاعات فراهم می‌کند.
مدلاین پلاس مجموعه‌ای از اطلاعات کیفی کتابخانه ملی پزشکی ایالات متحده، ان آی اچ، و سایر نهادهای و سازمان‌های دولتی سلامت ایالات متحده است. کتابخانه ملی پزشکی آمریکا عهده‌دار اداره و توسعه مدلاین پلاس است.